# Leuktal, Krautfelsen und Bärenfels bei Orscholz
Das Naturschutzgebiet Leuktal, Krautfelsen und Bärenfels bei Orscholz liegt im Landkreis Merzig-Wadern im Saarland.

## Lage
Das aus drei Teilgebieten bestehende Gebiet mit der Kennung NSG-N-6404-302 erstreckt sich westlich und nordwestlich von Orscholz, einem Ortsteil der Gemeinde Mettlach, entlang der Leuk, eines linken Nebenflusses der Saar. Am südlichen Rand des Gebietes verläuft die Landesstraße L 177 und am nördlichen Rand die Landesgrenze zu Rheinland-Pfalz. Östlich verläuft die L 178 und fließt die Saar.

## Bedeutung
Das 279 ha große Gebiet ist seit dem 28. November 2016 als Naturschutzgebiet ausgewiesen.